# Dżubbajn (Aleppo)
Dżubbajn (arab. جبين) – wieś w Syrii, w muhafazie Aleppo, w dystrykcie Al-Bab. W 2004 roku liczyła 104 mieszkańców.